# Dag Johan Haugerud
Dag Johan Haugerud, né le 30 décembre 1964 à Eidsberg (Norvège), est un bibliothécaire, romancier, scénariste et réalisateur norvégien.

## Biographie
Dag Johan Haugerud est titulaire d'un diplôme de bibliothéconomie du Collège universitaire d'Oslo, d'un diplôme intermédiaire en études cinématographiques (Filmvitenskap) de l'université de Stockholm, en études théâtrales de l'université d'Oslo et d'un diplôme d'écriture du Collège universitaire du Telemark (sv).
Il réalise plusieurs courts métrages, dont Utukt (2000) et Trøbbel (2006), avant d'écrire et de réaliser le long métrage Som du ser meg sorti en 2012 et pour lequel il remporte les prix du meilleur réalisateur et du meilleur scénario aux prix Amanda 2013 et aux prix Kanon 2012, ainsi que celui du meilleur innovateur au prix Kanon,,,. Son deuxième long métrage est Barn sorti en 2019. Pour ce film, il remporte de nouveau les catégories du meilleur réalisateur et du meilleur scénario dans le cadre du prix Amanda 2020 et du prix Kanon 2019, et le film lui-même remporte un total de neuf prix Amanda,. Il réalise le moyen métrage Det er meg du vil ha (no) en 2014, avec Andrea Bræin Hovig dans le rôle du "professeur",.
En février 2024, son troisième long métrage Sex est présenté en avant-première au cinéma norvégien. Le film est le premier de la trilogie cinématographique Sex Drømmer Kjærlighet [Sex Dreams Love] sur « la sexualité, le désir et les rêves de diverses manières dans l'Oslo d'aujourd'hui », tous écrits et réalisés par Haugerud, et tous présentés en avant-première en 2024. Les deux films suivants, Drømmer et Kjærlighet, sortent en salles en Norvège respectivement en octobre et décembre.
Sex est sélectionné dans la section Panorama du 74e Festival international du film de Berlin où il remporte trois prix. Avant le Prix Amanda 2024, le film reçoit dix nominations, notamment dans les catégories du meilleur film norvégien, du meilleur réalisateur et du meilleur scénario.
Ses romans incluent Noe med natur (1999), Den som er veldig sterk, må også være veldig snill (2002), Hva jeg betyr (2011) et Enkle atonale stykker for barn (2016).

## Publications

### Romans
- Noe med natur, Tiden Norsk Forlag (no), 1999
- Den som er veldig sterk, må også være veldig snill, Tiden Norsk Forlag (no), 2002
- Hva jeg betyr, Oktober forlag, 2011
- Enkle atonale stykker for barn, Oktober forlag, 2016

## Filmographie partielle

### Comme réalisateur et scénariste
- 1998 : 16 levende klisjeer  (court métrage, également monteur)
- 2000 : De 7 dødssyndene
- 2000 : Utukt  (court métrage)
- 2002 : Courts mais Gay: Tome 4  (segment Lust)
- 2005 : Thomas Hylland Eriksen og historien om origamijenta
- 2006 : Trøbbel  (court métrage)
- 2012 : Som du ser meg
- 2014 : Det er meg du vil ha (uniquement réalisation, également montage)
- 2019 : Barn
- 2020 : Lyset fra sjokoladefabrikken
- Trilogie d’Oslo (Sex Drømmer Kjærlighet) :
  - 2024 : Rêves (Drømmer)
  - 2024 : Amour (Kjærlighet)
  - 2024 : Désir (Sex)

## Récompenses et distinctions
- Prix Kanon de l'innovation 2012 pour Som du ser meg
- Prix Kanon du meilleur scénario (2012 et 2019)
- Prix Kanon du meilleur espoir (2012 et 2019)
- Filmkritikerprisen (no) 2013 pour Som du ser meg
- Prix Amanda 2013 du meilleur réalisateur pour Som du ser meg
- Prix Amanda 2013 du meilleur scénario pour Som du ser meg
- Prix du meilleur roman P2-lytternes 2016 pour Enkle atonale stykker for barn[13]
- Prix Kanon 2019 dans la catégorie meilleur réalisateur pour Barn
- Prix Kanon 2019 dans la catégorie meilleur scénario pour Barn
- Prix Amanda 2020 dans la catégorie Meilleure réalisation pour Barn
- Prix Amanda 2020 dans la catégorie meilleur scénario pour Barn
- Nommé pour le prix Amanda 2024 dans la catégorie meilleur réalisateur pour Sex[12]
- Nommé pour le prix Amanda 2024 dans la catégorie meilleur scénario pour Sex
- Ours d'or de la Berlinale 2025 pour Rêves[14].

- (en) Dag Johan Haugerud: Awards, sur l'Internet Movie Database